# Bill Slavick
Bill Slavick (* 7. Juli 1927 in Memphis; eigentlich William Henry Slavick) ist US-amerikanischer Friedensaktivist und ehemaliger Englischprofessor.

## Akademische Laufbahn
Slavick studierte an der University of Notre Dame. Er erwarb dort 1949 den Bachelor of Arts, 1951 den Master of Arts und wurde 1971 Ph. D.
Nach seinem Masterabschluss unterrichtete er zunächst an der University of Notre Dame, daraufhin an der Louisiana State University, der State University of New York, der Marquette University und dem Mount Saint Paul College. Von 1970 bis zu seinem Ruhestand im Jahr 1995 war er Englischprofessor an der University of Southern Maine in Portland. Einer seiner Schwerpunkte lag bei der modernen Südstaaten-Literatur.
Von 1957 bis 1958 unterrichtete er außerdem im Rahmen des Fulbright-Programms an Schulen in Pasing.

## Politisches Engagement
Seit 1956 unterstützt er den Wahlkampf der Demokraten in Maine. Seit 1972 ist er auch als Delegierter auf deren Parteitagen aktiv.
Slavick, der von 1953 bis 1955 in der 7. US-Armee in Deutschland diente, ist seit 1987 Mitglied der Maine Veterans for Peace. Seit demselben Jahr engagiert er sich auch für Pax Christi. Daneben ist er Gründer der Maine Fair Trade Coalition sowie von Maine Peace and Justice in Israel/Palestine. Bill Slavick hat hunderte Aufsätze zu den Themen soziale Gerechtigkeit und Frieden veröffentlicht.
2006 trat er in Maine als unabhängiger Kandidat bei der Senatswahl an. Er erhielt 5 % der Stimmen und verlor damit gegen Olympia Snowe.

## Privates
Mit seiner Frau Ursula Lukas lebt Slavick heute in Portland. Die beiden haben sechs erwachsene Kinder und neun Enkel.